# Emil Habelt
Emil Habelt (1911 Štětí – 15. června 1977 Praha) byl československý fotbalový útočník německé národnosti.

## Fotbalová kariéra
Hrál za DFC Prag (1934–1936) a SK Náchod (1936–1939). V československé lize nastoupil k 75 utkáním a dal 27 gólů. Amatérský mistr ČSR 1931 a 1933.

## Ligová bilance
| Ročník              | Zápasy | Góly | Klub      |
| ------------------- | ------ | ---- | --------- |
| Státní liga 1934/35 | -      | 9    | DFC Prag  |
| Státní liga 1935/36 | -      | 1    | DFC Prag  |
| Státní liga 1936/37 | -      | 9    | SK Náchod |
| Státní liga 1937/38 | -      | 8    | SK Náchod |
| Státní liga 1938/39 | 2      | 0    | SK Náchod |
| CELKEM              | 75     | 24   |           |